# Aguilares (Argentinien)
Aguilares ist die Hauptstadt des Departamento Río Chico im südwestlichen Teil der Provinz Tucumán im Nordwesten Argentiniens. Die Stadt liegt in einer Ebene zu Füßen der Sierras del Aconquija an der Ruta Nacional 38, zwischen dem Río Medinas im Norden und dem Arroyo Barrientos im Süden und ist 85 Kilometer von der Provinzhauptstadt San Miguel de Tucumán entfernt. Aguilares hat 32.097 Einwohner (2010, INDEC) und ist bekannt als Stadt der Avenidas, wegen seiner breiten Boulevards und seinen Karnevalsumzügen.

## Klima
Das Klima im Sommer schwankt zwischen warm und heiß, es ist regnerisch und halbfeucht; im Winter ist es frisch und trocken (Subtropisches Klima mit Trockenzeit). Die mittleren Temperaturen betragen im Sommer 25 Grad Celsius, im Herbst 20 Grad Celsius, im Winter 13 Grad Celsius und im Frühling 20 Grad Celsius. Das Jahresmittel liegt zwischen 14,3 und 25,7 Grad Celsius bei einer mittleren Jahrestemperatur von 19,2 Grad Celsius. Die jährlichen Niederschläge erreichen 920 Millimeter. Die Periode mit den meisten Niederschlägen ist die Zeit von November bis März; die niedrigsten Niederschläge sind zwischen Juni und September zu verzeichnen.

## Geschichte
Das Land, auf dem die Stadt Aguilares errichtet wurde, war gegen Ende des 16. Jahrhunderts Teil der Ländereien, die Luis de Medina übereignet worden waren. Sie waren bekannt unter dem Namen Estancia de San Luis und die fruchtbaren Böden waren Grund für die spätere Siedlung.
Als im Jahre 1870 die erste öffentliche Schule eröffnet wird, nennt man diese Los Aguilares, nach dem größten Grundbesitzer in jener Zeit, Don Pedro de Aguilar.
1875 ist die Region für die landwirtschaftliche Nutzung erschlossen und seit 1883 erhält die kleine Siedlung den Namen Villa de Aguilares. Der Entwicklungsplan des Ortes stammt vom Januar 1889 und ist unterzeichnet vom Ingenieur Modesto Sosa, der als östliche Stadtgrenze die Eisenbahnstation bestimmt.
Die Ankunft des ersten Reisezuges El Provincial (Linie: La Madrid – San Miguel de Tucumán) im Jahre 1889 beflügelt die landwirtschaftliche Weiterentwicklung des Ortes, besonders die Ausweitung des Zuckerrohranbaus und des Anbaus von Gemüse und Früchten.
Die Formierung einer Gemeinde ist gekennzeichnet durch den Bau der Gemeindekirche im Jahre 1894 und eines Sozialzentrums im Jahr 1896. Erst Jahre später, am 25. Mai 1901, wird der Zentralplatz der Gemeinde festgelegt. Die rapide wirtschaftliche Entwicklung des Ortes in wenigen Jahrzehnten führt zur Verleihung der Stadtrechte am 23. Dezember 1915. Erster Bürgermeister wird Ramón Simón. In den Jahren von 1947 bis 1980 erlebt Aguilares ein weiteres Bevölkerungswachstum. Die Zahl der neuen Stadtviertel wächst und die räumliche Ausdehnung von Aguilares sprengt die ursprünglich festgelegten Ortsgrenzen.

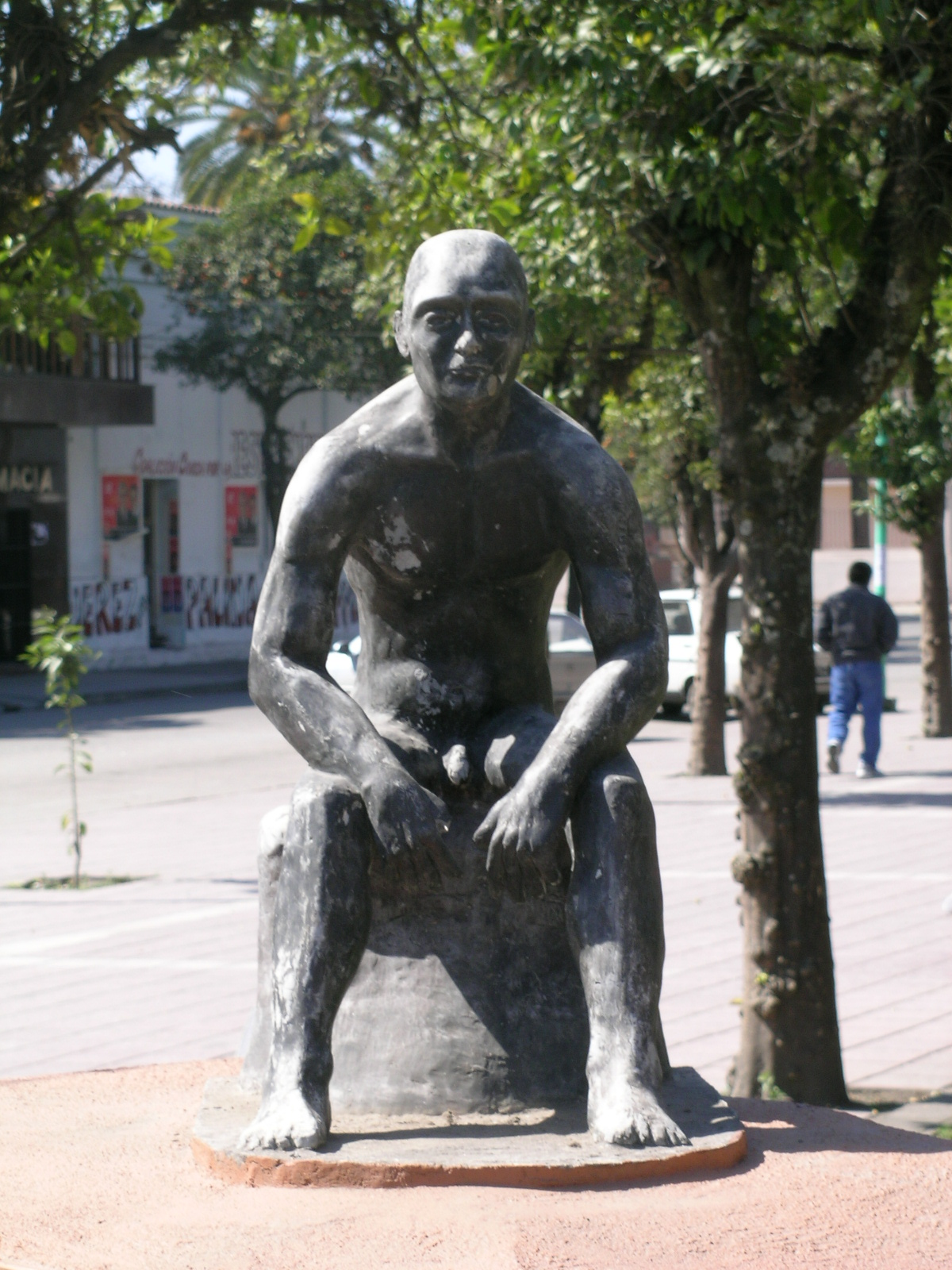
(Mini-)Monument auf der Plaza in Aguilares

## Wirtschaft
In Aguilares sind zwei wichtige Ingenios (Zuckerraffinerien) ansässig (Ingenio Aguilares und Ingenio Santa Barbara). Hinzu kommt eine große Sportschuhfabrik, Alpargatas. Die landwirtschaftlichen Aktivitäten außerhalb des Zuckersektors konzentrieren sich auf Gemüse, Zitrusfrüchte, Tabak und Getreide.

## Söhne und Töchter der Stadt
- Héctor Zaraspe (1930–2023), Balletttänzer, Choreograph und Ballettlehrer